# Cirsia madegassa
Cirsia madegassa är en insektsart som beskrevs av Ludwig Redtenbacher 1906. Cirsia madegassa ingår i släktet Cirsia och familjen Bacillidae. Inga underarter finns listade i Catalogue of Life.